# Tangjiazhuang
Tangjiazhuang (kinesiska: 唐家庄) är en ort i Kina. Den ligger i provinsen Hebei, i den norra delen av landet, omkring 180 kilometer öster om huvudstaden Peking.
Runt Tangjiazhuang är det tätbefolkat, med 319 invånare per kvadratkilometer. Närmaste större samhälle är Linxi, 3,5 km söder om Tangjiazhuang. Trakten runt Tangjiazhuang består till största delen av jordbruksmark.
Genomsnittlig årsnederbörd är 805 millimeter. Den regnigaste månaden är augusti, med i genomsnitt 205 mm nederbörd, och den torraste är januari, med 2 mm nederbörd.